# Sisavath Keobounphanh
Đại tướng Sisavath Keobounphanh (tiếng Lào: ສີ ສະ ຫວາດ ແກ້ວ ບຸນ ພັນ, phiên âm: Xi-xa-vạt Kẹo-bun-phăn; 1 tháng 5 năm 1928- 12 tháng 5 năm 2020), từng là Phó Chủ tịch nước Lào từ năm 1996 đến năm 1998 và Thủ tướng nước Cộng hòa Dân chủ Nhân dân Lào từ năm 1998 đến năm 2000. Ông được Bounnhang Vorachith kế nhiệm.
Ông là Ủy viên Bộ Chính trị Đảng Nhân dân Cách mạng Lào khóa 6 nhiệm kỳ 1996–2001, khóa 7 nhiệm kỳ 2001–2006, khóa 8 nhiệm kỳ 2006–2011; Chủ tịch Ủy ban Thường vụ Mặt trận Lào Xây dựng Đất nước từ năm 2001 đến năm 2011, ông được Phandoungchit Vongsa kế nhiệm.

## Tiểu sử
Sisavath Keobounphan sinh ngày 1/5/1928 tại làng Houaykaleum, huyện Viêng Xay, tỉnh Hủa Phăn, là con của ông Bounsou và bà Nangpan.

## Tham gia hoạt động cách mạng
Từ năm 1947-1948, ông tham gia quân đội Latsavong, tiền thân của Quân đội nhân dân Lào.
Từ năm 1948-1948, làm công tác vận động xây dựng căn cứ bí mật để xây dựng căn cứ địa cho miền Bắc Lào.
Từ năm 1949-1952, Chính ủy viên quân đội Latsavong
Từ 1952-1954, là Đại đội trưởng quân sự Trung đoàn Latsavong kiêm Phó Tiểu đoàn trưởng Liên hợp Lào - Việt giải phóng Muang Hoem, Pak Lao, Ban Chae, Bản Son.
Từ 1954-1955, thỏa thuận ngừng bắn với Pháp tập kết tại tỉnh Xiêng Khoảng.
Ngày 22/3/1955, ông được bầu làm Ủy viên Ban Chấp hành Trung ương Đảng Nhân dân Lào khóa I, cùng năm được bầu làm Ủy viên Đảng ủy Quân sự và được bổ nhiệm làm Phó Tổng Tham mưu trưởng Quân đội Giải phóng Nhân dân Lào.
Từ năm 1956-1960, ông được chỉ định làm Bí thư Đảng ủy, Tư lệnh Quân khu Sầm Nưa, chỉ đạo cuộc bầu cử Đại biểu Đảng Cách mạng và Tư lệnh quân giải phóng tỉnh Hủa Phăn lần thứ hai.
Từ năm 1960-1976, được bổ nhiệm làm Tổng Tham mưu trưởng Quân Giải phóng Nhân dân Lào.
Năm 1972, ông tiếp tục được bầu làm ủy viên Trung ương Đảng Nhân dân Cách mạng Lào khóa II.
Từ năm 1976-1980, ông đảm nhiệm các chức vụ Tổng Tham mưu trưởng Quân Giải phóng Nhân dân Lào, Bộ trưởng Phủ Thủ tướng, Bí thư Thành ủy Viêng Chăn, Bộ trưởng Bộ Nội vụ (nay là Bộ Công an). Năm 1980, ông được thăng quân hàm Đại tướng, trở thành người thứ 2 được thụ phong quân hàm này, sau Khamtai Siphandon.
Năm 1982, tại Đại hội Đảng lần thứ III, ông được bầu là Ủy viên Ban Chấp hành Trung ương Đảng, Bí thư Trung ương Đảng, Tổng Tham mưu trưởng Quân Giải phóng Nhân dân Lào, Bộ trưởng Bộ Quốc phòng, Bí thư Thành ủy Viêng Chăn. Sau đó chỉ định làm Bí thư Đoàn Thanh niên Nhân dân Cách mạng Lào chuẩn bị cho Đại hội Đoàn Thanh niên lần thứ nhất.
Từ năm 1983-1984, Học cao cấp lý luận chính trị tại Hà Nội, Việt Nam.
Năm 1985, được chỉ định làm Bí thư Thành ủy, Chủ tịch Hội đồng Nhân dân Thành Phố Viêng Chăn;
Năm 1986, được bầu làm Ủy viên Trung ương Đảng Nhân dân Cách mạng Lào khóa IV, bầu vào Bộ Chính trị và Ban bí thư Trung ương Đảng. Tiếp tục chỉ định làm Bí thư Thành ủy, Chủ tịch Hội đồng Nhân dân Thành Phố Viêng Chăn;
Năm 1987-1988, dẫn đầu đoàn đàm phán ngừng bắn với Thái Lan;
Năm 1991, Tại Đại hội Đảng lần thứ V, ông được bầu làm Ủy viên Ban Chấp hành Trung ương Đảng, được bổ nhiệm làm Bộ trưởng Bộ Nông Lâm;
Năm 1996, Tại Đại hội Đảng lần thứ VI, ông được bầu làm Ủy viên Ban Chấp hành Trung ương Đảng, Ủy viên Bộ Chính trị Trung ương.
Từ năm 1996-1998, được bầu làm Phó Chủ tịch nước;
Từ năm 1998-2001, được bầu làm Thủ tướng Cộng hòa Dân chủ Nhân dân Lào.
Từ năm 2002-2011, Tại Đại hội Đảng lần thứ VII và VIII, được bầu làm Ủy viên Ban Chấp hành Trung ương Đảng, Chủ tịch Ủy ban Trung ương Mặt trận Lào Xây dựng Đất nước.
Từ năm 2011, Căn cứ vào tuổi nghỉ hưu, sức khỏe và nguyện vọng, ông được nghỉ theo chế độ chính sách của đảng và nhà nước. Sau khi nghỉ hưu ông vẫn tích cực tham gia góp ý nhiều vấn đề cho đảng và nhà nước.

## Gia đình
Ông kết hôn với bà La Keobounphan và có 4 người con, hiện gia đình đang sống tại làng Phongbon, huyện Xaysetha, thủ đô Viêng Chăn.

## Trao tặng
Ông được trao nhiều huân huy chương:
- Huân chương Quốc công Cộng hòa Dân chủ Nhân dân Lào
- Huân chương sao vàng Cộng hòa Xã hội Chủ nghĩa Việt Nam
- 4 lần trao Huân chương Độc lập hạng I
- 2 lần trao Huân chương Độc lập hạng II